# Édgar Vittorino
Édgar de Jesús Romero Vittorino (Barranquilla, 10 de juny de 1988) és un actor de televisió, cinema i teatre colombià, reconegut principalment per interpretar al futbolista Carlos "El Pibe" Valderrama en la sèrie de La selección, a "Freddy" a Vivir sin permiso i per interpretar el paper de "Caimán" en la popular sèrie espanyola Vis a vis en la seva quarta temporada.

## Biografia

### Inicis
Vittorino va néixer a Barranquilla, Atlántico, el 10 de juny de 1988. Des de la infància va començar a desenvolupar la seva passió per l'actuació, mudant-se a la ciutat de Bogotà en acabar els seus estudis secundaris per a dedicar-se a estudiar arts dramàtiques a l'Escola d'Actuació de Caracol Televisión sota la direcció de la Mestra Laura García. L'any 2008, poc temps després d'arribar a la capital colombiana, va tenir la seva primera gran oportunitat en la televisió d'aquest país en interpretar el paper de Jaime Rugeles en la telenovel·la del Canal Caracol Oye Bonita. El seu següent paper en televisió es va donar en 2010 amb la seva interpretació d'Adolfo Auchaibe a El cartel 2: la guerra total. Aquest mateix any va aparèixer en la telenovel·la d'època Tierra de cantores, interpretant el paper de Rosendo.

### Dècada de 2010 i actualitat
En 2011 va integrar l'elenc de la telenovel·la de caràcter històric Amar y temer, on va encarnar a Carlos Ortega. Un any després va interpretar el paper d'Alejo Zawaddy en la telenovel·la de Caracol Televisión Amor de carnaval, inspirada en el popular Carnaval de Barranquilla. El mateix any va aparèixer en una altra producció per a televisió basada en la costa Carib colombiana, la telenovel·la Bazurto, on va encarnar a Candelario Díaz. Entre 2013 i 2014 va interpretar el personatge de Carlos Valderrama, ídol històric del seleccionat colombià de futbol en la sèrie de televisió biogràfica La selección, basada en les històries de vida d'alguns dels futbolistes més famosos de la generació daurada del futbol de Colòmbia com Freddy Rincón, Faustino Asprilla, René Higuita i l'esmentat Valderrama. Aquest paper li va valer el ple reconeixement al seu país, brindant-li una major rellevància a la seva carrera com a actor.
En 2016 va integrar el repartiment de la sèrie colombiana de ciència-ficció 2091 i un any després va interpretar el paper de Carmelo Cuello en la telenovel·la biogràfica Los Morales, basada en la vida dels cantants colombians Kaleth i Miguel Morales. Aquest mateix any l'actor va debutar al cinema, integrant el repartiment de la pel·lícula estatunidenca ExPatriot, i va realitzar el seu segon paper protagonista en la televisió colombiana interpretant el paper de Vicente Bula en la telenovel·la de RCN Televisión La luz de mis ojos.
L'any 2018 l'actor es va traslladar a la ciutat de Madrid, on va continuar realitzant estudis d'actuació i va aparèixer en la sèrie de televisió d'aquest país Vivir sin permiso, interpretant el paper d'un sicari colombià anomenat Freddy. A la fi d'aquest any es va anunciar que Vittorino faria part de la quarta temporada de la popular sèrie de televisió espanyola Vis a vis, on interpretaria a un convicte sobrenomenat "Caiman".

## Filmografia

### Televisió
| Any         | Títol                | Personatge                  | Canal              |
| ----------- | -------------------- | --------------------------- | ------------------ |
| 2008-2010   | Oye bonita           | Jaime Rúgeles               | Caracol Televisión |
| 2010        | El cartel 2          | Adolfo Auchaibe             | Caracol Televisión |
| 2010        | Tierra de cantores   | Junior Zambrano             | Caracol Televisión |
| 2011        | Amar y temer         | Carlos Ortega               | Caracol Televisión |
| 2012        | Amor de carnaval     | Alejo Shawady               | Caracol Televisión |
| 2013-2014   | La selección         | Carlos Valderrama 'El Pibe' | Caracol Televisión |
| 2014        | Bazurto              | Juan Camilo                 | Caracol Televisión |
| 2016        | 2091                 | Tamás                       | Fox Channel        |
| 2016-2017   | Anónima              | Esteban Cortázar            | Canal RCN          |
| 2017        | La luz de mis ojos   | Vicente Bula Chadid         | Canal RCN          |
| 2017        | Los Morales          | Carmelo Cuello              | Caracol Televisión |
| 2018-2020   | Vivir sin permiso    | Freddy                      | Telecinco          |
| 2019 - 2022 | Servir y Proteger    | Emiliano Reyes              | TVE                |
| 2019        | Vis a vis            | Caimán                      | Fox España         |
| 2019        | La reina del sur     | Agente                      | Telemundo          |
| 2019        | Foodie Love          | Chico                       | HBO España         |
| 2020        | El robo del siglo    | Arley Torres 'Maguiver'     | Netflix            |
| 2021        | Desaparecidos        | Rubén Ramallo               | Amazon Prime Vídeo |
| 2022        | Amar es para siempre | Carlos Robledo              | Antena 3           |

### Programes de televisió
| Any  | Títol                       | Títol       | Canal          |
| ---- | --------------------------- | ----------- | -------------- |
| 2019 | Reto 4 elementos            | Presentador | RCN Televisión |
| 2020 | Adivina qué hago esta noche | Invitado    | Cuatro         |

### Cinema
| Any  | Títol             | Personatge |
| ---- | ----------------- | ---------- |
| 2022 | Centauro          | Carlos     |
| 2021 | Bajocero          | Rey        |
| 2020 | Nieva en Benidorm | León       |
| 2019 | Maras             |            |
| 2017 | ExPatriot         |            |